# Tadeusz Fitych
Tadeusz Fitych (ur. 23 stycznia 1948 w Nowej Soli) – polski duchowny rzymskokatolicki. Prezbiter archidiecezji wrocławskiej od 1974 roku oraz diecezji świdnickiej od XI 2006. Kapelan papieża. Kanonik Kapituły Kłodzkiej. Porucznik rezerwy Wojska Polskiego. Profesor nadzwyczajny, doktor habilitowany. Odznaczony Krzyżem Kawalerskim Orderu Odrodzenia Polski.

## Życiorys
W latach 1967–1974 studiował na Papieskim Wydziale Teologicznym oraz w Metropolitalnym Wyższym Seminarium Duchownym we Wrocławiu. W latach 1975–1980 studiował w Instytucie Historii Kościoła na Katolickim Uniwersytecie Lubelskim, gdzie doktoryzował się w 1983 roku. W 2006 habilitował się na Wydziale Teologicznym Uniwersytetu Opolskiego na podstawie rozprawy Struktura i funkcjonowanie nuncjatury Giovanniego Battisty Lancellottiego (1622–1627). Profesor czynny na kilku uczelniach wyższych w Polsce. Historyk dziejów teologii, kultury i duchowości, specjalista w dziedzinie dyplomacji watykańskiej.
W latach 1968–1970 służył w kleryckiej jednostce wojskowej w Bartoszycach. 25 maja 1974 otrzymał święcenia prezbiteratu we Wrocławiu z rąk ks. prof. bp. Wincentego Urbana. W okresie 1974–1975 pracował jako wikariusz w parafii pw. św. Jacka w Legnicy. W latach 1981–1983 w trakcie rekonwalescencji po groźnym wypadku pełnił funkcję kapelana sióstr boromeuszek i urszulanek w Polanicy Zdroju. W latach 1983–1984 był duszpasterzem akademickim w Centralnym Ośrodku Duszpasterstwa Akademickiego (CODA) Archidiecezji Wrocławskiej i współorganizatorem pieszej pielgrzymki wrocławskiej do Częstochowy oraz kapelanem Arcybiskupiego Komitetu Charytatywnego z ramienia ks. kard. H. Gulbinowicza. Przez kolejne 4 lata (do 1988 roku) pełnił funkcję prefekta alumnów Metropolitalnego Wyższego Seminarium Duchownego we Wrocławiu. W latach 1985–1986 był członkiem Komisji Episkopatu Polski ds. Wyższych Seminariów Duchownych. W latach 1985–1990 był członkiem komitetu organizacyjnego Wrocławskich Dni Duszpasterskich. Jak członek dwóch komisji: ds. kształcenia teologicznego i chrześcijan świeckich synodu uczestniczył w latach 1986–1989 w obradach synodu archidiecezji wrocławskiej. W 1990 roku pełnił funkcję audytora na Synodzie Biskupów w Watykanie nt. formacji kapłańskiej. W latach 1993–2001 pracował w Radzie Konferencji Episkopatów Europy (CCEE) pełniąc funkcję sekretarza przewodniczącego CCEE ks. kard. M. Vlka (misja o charakterze dyplomatycznym). W latach 2001–2006 pełnił posługę naukowo-duszpasterska w miasteczku ekumenicznym Ottmaring k/Augsburga (Ökumenische Lebenszentrum Ottmaring). W latach 1985–1986 i 1988–1993 pełnił funkcję sekretarza generalny Papieskiego Wydziału Teologicznego we Wrocławiu. W lattch 1985–2006 adiunkt Papieskiego Wydziału teologicznego we Wrocławiu. Od 1988roku do 1993 był dyrektorem Biblioteki Głównej PWT i MWSD we Wrocławiu i jej reorganizatorem. W 1986 roku otrzymał stypendium Polskiego Instytutu Historycznego w Rzymie i był członkiem drugiej polskiej wyprawy naukowej do spraw krytycznej edycji akt nuncjatury polskiej (nawiązującej do inicjatywy PAU). W latach 1991–1993 był współzałożycielem i wiceprezesem Federacji Bibliotek Kościelnych w Polsce „Fides” z siedzibą w Warszawie.

### Działalność na ziemi kłodzkiej
Po 15-letniej nieobecności w Polsce spowodowanej pracami badawczymi i służbą Kościołowi w Europie w obszarze CCEE latem 2006 roku zamieszkał w Kudowie-Zdroju. Otrzymał certyfikat „Asylum Glacense” przyznawany od 2000 roku przez Muzeum Ziemi Kłodzkiej naukowcom, artystom, ludziom biznesu, którzy zamieszkali na ziemi kłodzkiej.
Od 2006 roku po inkardynacji do diecezji świdnickiej prowadzi prace naukowe i publicystyczne oraz zajęcia dydaktyczne w kraju i za granicą, a rezyduje w parafii pw. św. Bartłomieja w Kudowie-Zdroju. Jest autorem wielu publikacji poświęconych historii ziemi kłodzkiej, w tym postaci księdza Gerharda Hirschfeldera. W 2009 roku przygotował wystawę Boże Młyny poświęcona krzyżom i kapliczkom przydrożnym na pograniczu kudowsko-nachodzkim. W latach 2009–2020 opublikował w miesięczniku „Ziemia Kłodzka” ponad 120 artykułów i wywiadów poświęconych głównie postaci bł. ks. Gerharda Hirschfeldera.

## Publikacje
- Giovanni Battista Lancellotti (1622-1927); Acta Nuntiaturae Polonae, t. XXII/1, PAU Kraków 2000.
- Struktura i funkcjonowanie nuncjatury Giovanniego Battisty Lancellottiego (1622-1627), WNUO Opole 2005 [synoptyczna edycja podstawowych dokumentów nuncjusza; nowatorska skali Europy metoda, integralna analiza i synteza działalności nuncjatury potrydenckiej w „złotym okresie” rozwoju dyplomacji watykańskiej].
- “Boże Młyny” krzyże i kapliczki przydrożne na pograniczu kudowsko-nachodzkim (na tropach dziedzictwa kulturowego Ziemi Kłodzkiej), Kudowa Zdrój 2009.
- List Boga Kudowa Zdrój. Błogosławiony ksiądz Gerhard Hirschfelder heros ducha Ziemi Kłodzkiej, Czermna 2015.
- Błogosławiony Ksiądz / Seliger Kaplan Gerhard Hirschfelder, Nowa Ruda – Kudowa Zdrój 2016.
- Na straży sacrum i kultury ziemi kłodzkiej, Kudowa Zdrój, Czermna 2018 (Ludzie, dzieje i kultura ziemi kłodzkiej, 1).
- Ks. Gerhard Hirschfelder męczennik nazistowskiego systemu, Kudowa Zdrój, Czermna 2018 (Ludzie, dzieje i kultura ziemi kłodzkiej,2).